# Adobe MAX

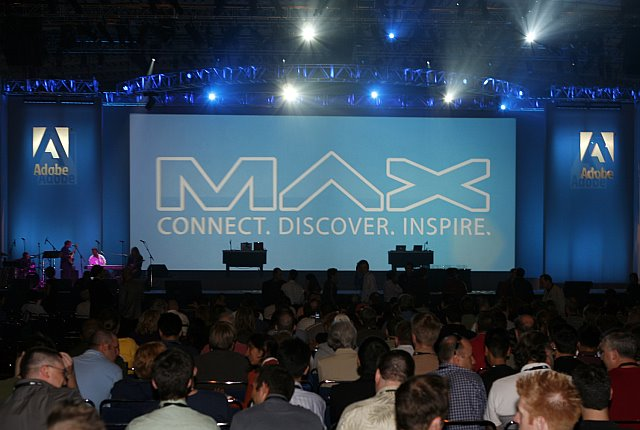
El evento AdobeMAX realizado en McCormick Place, Chicago, 2007.

Adobe MAX es un acontecimiento anual realizado por Adobe Inc. en América del Norte, Europa y Japón. El propósito del acontecimiento es promover las últimas realizaciones de Adobe a aquellos que estén involucrados en el diseño de ordenadores e industrias de desarrollo.
El acontecimiento también anuncia a los ganadores del Premio Adobe MAX. Hay seis ganadores de los Premios MAX en seis categorías diferentes:
- Publicidad y marcas
- Comunicación y colaboración
- Empresas
- Movilidad y dispositivos
- Sector público
- Aplicaciones enriquecidas de internet

## Ubicaciones
Norteamérica
- 2018-2019: Los Ángeles, California
- 2017: Las Vegas, Nevada
- 2016: San Diego, California
- 2009-2015: Los Ángeles, California
- 2008: San Francisco, California
- 2007: Chicago, Illinois
- 2006: Las Vegas, Nevada
- 2005: Anaheim, California (Macromedia/Adobe MAX)
- 2004: Nueva Orleans, Luisiana (Macromedia MAX)